# Paul Dumcke
Paul Dumcke (* 16. Mai 1859; † 14. Februar 1929) war ein deutscher Wirtschaftsführer.

## Leben
Dumcke war ab 1892 langjähriger Direktor bzw. Generaldirektor der Frankfurter Allgemeinen Versicherungs-AG und der Frankfurter Lebensversicherungs AG zu Frankfurt am Main.
Es gelang ihm, dieses Unternehmen in den 1920er Jahren an die zweite Stelle der deutschen Versicherungskonzerne zu führen. Dies gelang auch durch die Übernahme der Karlsruher Lebensversicherungs-Bank AG, der Vereinigte Berlinische und Preußische Lebensversicherungs-AG und der Hammonia Allgemeine Versicherungs-AG. Er war zudem Mitglied etlicher Aufsichtsräte und Einrichtungen des öffentlichen Lebens in Frankfurt und im Deutschen Reich.
Als Versicherungsbeirat gehörte er dem Aufsichtsamt für Privatversicherung an.
Als einer der Hauptverantwortlichen im FAVAG-Skandal wurde er europaweit bekannt, obwohl er vor Bekanntwerden verstorben war.
Dumcke verstarb an den Folgen einer Operation. Er galt als eine der großen Gestalten der deutschen Versicherungswirtschaft.

## Aufsichtsratsmandate (Auswahl)
- Darmstädter und Nationalbank[9]
- Karlsruher Lebensversicherungsbank[10]
- Peters Union AG
- Vogel-Draht[11]